# 通用机场级别
通用机场级别表达了一个服务于通用航空机场的能力。
不同国家根据所在国情况，对于本国的通用机场有着不同的分类、分级。在中国，根据中国民用航空局的规定，中国的通用机场根据是否对公众开放分为A类和B类，同时根据能够搭载乘客的数量，A类又被分为三级。在美国，根据美国联邦航空局(FAA)的报告，将美国的通用机场划分为四大类：国家机场、区域机场、地方机场和基础机场。

## 中国通用机场分类[1]
A类通用机场：即对公众开放的通用机场，指允许公众进入以获取飞行服务或自行开展飞行活动的通用机场；
B类通用机场：即不对公众开放的通用机场，指除 A 类通用机场以外的通用机场。
C类通用机场：指除一、二类外的通用机场。
A类通用机场分为以下三级：
A1级通用机场：含有使用乘客座位数在 10 座以上的航空器开展商业载客飞行活动的A类通用机场；
A2级通用机场：含有使用乘客座位数在 5~9 之间的航空器开展商业载客飞行活动的A类通用机场；
A3级通用机场：除 A1、A2 级外的 A 类通用机场。
在实行此全国统一标准前，各地区民航局针对通用航空机场也实行过不同的分类标准。

## 美国通用机场分类[4][5]
在2012年FAA发表的《通用航空机场——国有资产的一部分》的报告中，FAA依据通用航空机场驻场的飞机数目、种类以及交通量和飞行任务，将美国的通用机场划分为四大类，分别为：国家机场、区域机场、地方机场和基础机场。总共2952个通用机场中有2455个可以被划分至这四类，剩下的497个机场无法明确地界定其类别，需要做进一步的研究。
国家机场：服务国内、国际航空市场，平均驻场飞机200架，其中喷气式飞机30架，飞行活动频次很高。
区域机场：服务地区、国内航空市场，平均驻场飞机90架，其中喷气式飞机3架，飞行活动频次较高。
地方机场：服务当地、地区航空市场，平均驻场飞机33架，全部为螺旋桨飞机，飞行活动频次中等。
基础机场：服务本地、地区航空市场某些关键功能，平均驻场飞机10架，全部为螺旋桨飞机，飞行活动频次中等或较低。